# ピーター・マンリー
ピーター・マンリー（Peter David Manley、1962年3月7日 - ）は、イングランドの元プロダーツプレイヤー。
2000年9月から翌年10月までPDCで世界ランキングトップのプレイヤーであった。

## 来歴
彼がダーツ界で広く名を知られるようになったのは1995年のヨーロピアン・マスターズにおいてであり、当時全くの無名ながら決勝まで勝ち進み、マイク・グレゴリーに敗れた。彼はこの大会中、何度も一投でダブルを仕留めたことから解説者のトニー・グリーンに"One Dart"と呼ばれ、愛称として定着した。
彼は1998年からの10年間でPDCのメジャートーナメントの準決勝に17回出場し、その内決勝には5回出場した。この間、ほとんど10年にわたって世界ランクトップ10以上を維持し続けた。
2003年のラスベガス・デザート・クラシックで彼はキャリア最大の成功を収め、決勝でジョン・パートを16-12 (レッグ) で下しチャンピオンとなった。
彼は他のプレイヤーとの確執で度々物議を醸す存在であり、2002年のPDCワールド・ダーツ・チャンピオンシップの決勝後にフィル・テイラーとの握手を拒否したことに端を発したテイラーとの長期にわたる確執が最も有名なものである。
彼は1999年と2006年にもワールド・チャンピオンシップの決勝に進出したが、いずれもフィル・テイラーに敗れている。彼のメジャートーナメントにおける唯一のテイラーへの勝利は1999年のワールド・マッチプレイ準決勝で、17-14 (レッグ) で勝利した。その後の決勝では、タイブレークの末ロッド・ハリントンに17-19 (レッグ) で敗れた。
彼は2007年のマスターズ・オブ・ダーツでも決勝に残り、そこでレイモンド・ファン・バルネフェルトに0-7 (セット) で敗退した。
彼のパフォーマンスは2009年に入ると大きく衰退し、ワールド・チャンピオンシップへの最終出場は翌10年大会であり、ラスト32でマーク・ウェブスターに敗れた。

## 戦績

### ワールド・マスターズ
- 9勝6敗 出場6回
- 優勝: 無し
- 準優勝: 無し
- ベスト4: 無し
- ベスト8: 無し

### ワールドダーツ・トロフィー
- 2勝2敗 出場2回
- 優勝: 無し
- 準優勝: 無し
- ベスト4: 無し
- ベスト8: 1回 (2007)

### インターナショナル・ダーツリーグ
- 1勝2敗 出場1回
- 優勝: 無し
- 準優勝: 無し
- ベスト4: 無し
- ベスト8: 無し

### PDC世界選手権
- 25勝14敗 出場14回
- 優勝: 無し
- 準優勝: 3回 (1999, 2002, 06)
- ベスト4: 1回 (2000)
- ベスト8: 3回 (1998, 2004, 08)

### ワールドマッチプレー
- 18勝13敗 出場13回
- 優勝: 無し
- 準優勝: 1回 (1999)
- ベスト4: 2回 (2003, 05)
- ベスト8: 2回 (1998, 2004)

### ワールドグランプリ
- 15勝11敗 出場11回
- 優勝: 無し
- 準優勝: 無し
- ベスト4: 5回 (1998 - 2000, 03, 06)
- ベスト8: 無し

### UKオープン
- 7勝9敗 出場9回
- 優勝: 無し
- 準優勝: 無し
- ベスト4: 1回 (2005)
- ベスト8: 無し

### ラスベガス・デザート・クラシック
- 13勝8敗 出場8回
- 優勝: 1回 (2003)
- 準優勝: 無し
- ベスト4: 2回 (2007 - 08)
- ベスト8: 無し

### プレミア・リーグ・ダーツ
- 16勝10分27敗 出場4回
- 優勝: 無し
- 準優勝: 無し
- ベスト4: 1回 (2005)
- ベスト8: 無し

### グランドスラム・オブ・ダーツ
- 1勝2敗 出場1回
- 優勝: 無し
- 準優勝: 無し
- ベスト4: 無し
- ベスト8: 無し

### ヨーロピアン・チャンピオンシップ
- 3勝1敗 出場1回
- 優勝: 無し
- 準優勝: 無し
- ベスト4: 1回 (2008)
- ベスト8: 無し

### プレイヤーズ・チャンピオンシップ・ファイナルズ
- 0勝2敗 出場2回
- 優勝: 無し
- 準優勝: 無し
- ベスト4: 無し
- ベスト8: 無し

### 年度別成績
| 年   | BDO  | PDC | PDC | PDC | PDC | PDC  | PDC | PDC | PDC | PDC | 年度末順位 |
| 年   | WM   | WDC | WMP | WG  | LA  | UK   | PR  | GS  | EU  | PCF | 年度末順位 |
| ---- | ---- | --- | --- | --- | --- | ---- | --- | --- | --- | --- | ---------- |
| 1996 | NJ   | NJ  | L16 | NH  | NH  | NH   | NH  | NH  | NH  | NH  | -          |
| 1997 | L128 | RR  | L16 | NH  | NH  | NH   | NH  | NH  | NH  | NH  | 7          |
| 1998 | L16  | QF  | QF  | SF  | NH  | NH   | NH  | NH  | NH  | NH  | 4          |
| 1999 | L64  | F   | F   | SF  | NH  | NH   | NH  | NH  | NH  | NH  | 1          |
| 2000 | L64  | SF  | L32 | SF  | NH  | NH   | NH  | NH  | NH  | NH  | 1          |
| 2001 | L64  | L32 | L32 | L32 | NH  | NH   | NH  | NH  | NH  | NH  | 4          |
| 2002 | L32  | F   | L32 | L32 | L16 | NH   | NH  | NH  | NH  | NH  | 6          |
| 2003 | NJ   | L32 | SF  | SF  | W   | L32  | NH  | NH  | NH  | NH  | 3          |
| 2004 | NJ   | QF  | QF  | L16 | L16 | L64  | NH  | NH  | NH  | NH  | 3          |
| 2005 | NJ   | L32 | SF  | L16 | L32 | SF   | SF  | NH  | NH  | NH  | 5          |
| 2006 | NJ   | F   | L32 | SF  | L16 | L64  | GS  | NH  | NH  | NH  | 7          |
| 2007 | NJ   | L32 | L32 | L32 | SF  | L64  | GS  | GS  | NH  | NH  | 5          |
| 2008 | NJ   | QF  | L16 | L32 | SF  | L32  | GS  | NJ  | SF  | NH  | 13         |
| 2009 | NJ   | L64 | NJ  | NJ  | L16 | L32  | NJ  | NJ  | NJ  | L32 | 20         |
| 2010 | NJ   | L32 | NJ  | NJ  | NH  | L96  | NJ  | NJ  | NJ  | L32 | 38         |
| 2011 | NJ   | NJ  | NJ  | NJ  | NH  | L160 | NJ  | NJ  | NJ  | NJ  | 66         |

注: 表中のNHは不開催, NJは非参加, QFは準々決勝敗退, SFは準決勝敗退, Fは準優勝, Wは優勝, GSはグループステージ敗退, RRは予選ラウンド敗退を示す。トーナメント表記は以下の通りである。なお、年度末順位はPDCのものだけである。
WM: ワールド・マスターズ, WDC: PDCワールド・ダーツ・チャンピオンシップ, WMP: ワールド･マッチプレイ, WG: ワールド・グランプリ, LA: ラスベガス・デザート・クラシック, UK: UKオープン, PR: プレミア・リーグ・ダーツ, GS: グランド・スラム・オブ・ダーツ, EU: ヨーロピアン・チャンピオンシップ PCF: プレイヤーズ・チャンピオンシップ・ファイナルズ

## 世界選手権の結果

### PDC
- 1997年: 予選ラウンド (0 - 3 クリス・メイソンに敗北)
- 1998年: 準々決勝 (3 - 4 デニス・プリーストリーに敗北)
- 1999年: 準優勝 (2 - 6 フィル・テイラーに敗北)
- 2000年: 準決勝 (2 - 5 デニス・プリーストリーに敗北)
- 2001年: 第1ラウンド (2 - 3 ジェイミー・ハーヴェイに敗北)
- 2002年: 準優勝 (0 - 7 フィル・テイラーに敗北)
- 2003年: 第2ラウンド (1 - 4 サイモン・ウィットロックに敗北)
- 2004年: 準々決勝 (2 - 5 ボブ・アンダーソンに敗北)
- 2005年: 第3ラウンド (2 - 4 ヨセフス・シェンクに敗北)
- 2006年: 準優勝 (0 - 7 フィル・テイラーに敗北)
- 2007年: 第2ラウンド (3 - 4 ワイナンド・ヘブンガに敗北)
- 2008年: 準々決勝 (4 - 5 カーク・シェパードに敗北)
- 2009年: 第1ラウンド (2 - 3 メンサー・スルホビックに敗北)
- 2010年: 第2ラウンド (2 - 4 マーク・ウェブスターに敗北)